# Ding (ceramica)

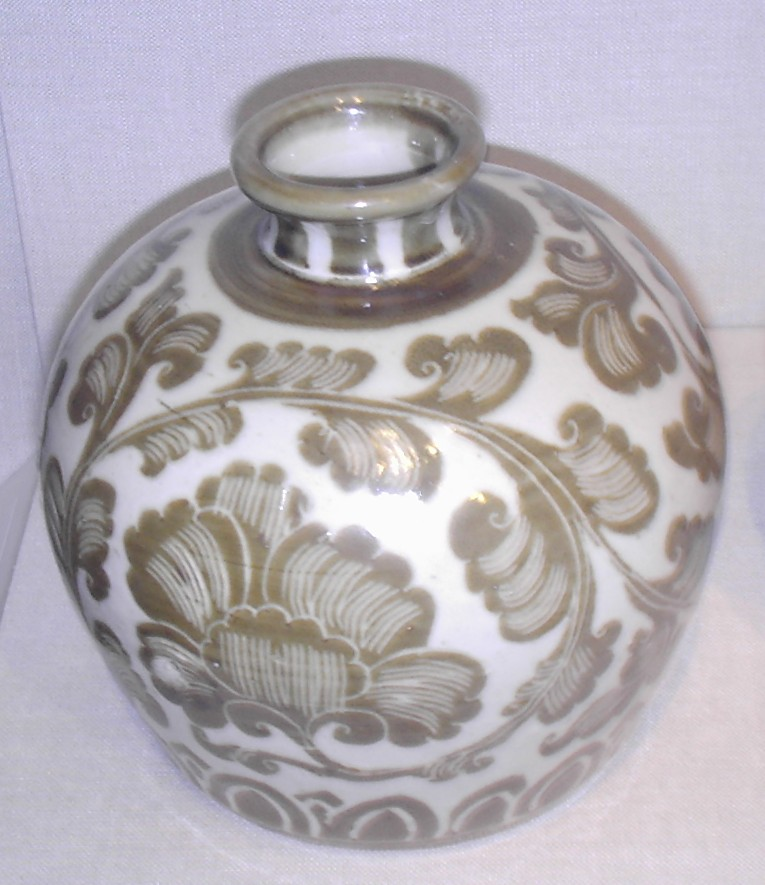
Ceramica ding della dinastia Song. Bottiglia di porcellana con pigmento ferrico sotto uno smalto vitreo trasparente e incolore, XI secolo

La ceramica Ding (定瓷S, dìngcíP), deve il suo nome alla prefettura di Dingzhou, in Cina, dove veniva prodotta. Divenne molto conosciuta ed apprezzata sotto la dinastia Song (960-1279) e raggiunse l'apogeo nell'XI secolo, benché il forno di Ding fosse attivo sin dalla fine della dinastia Tang (618-986) e lo rimase fino a quella Yuan (1271-1368). 
L'elemento distintivo della ceramica Ding è il colore bianco avorio o bianco crema che caratterizza la maggior parte della produzione, sebbene esistano esempi di manufatti monocromi nei colori nero, melanzana, verde scuro. La gamma di produzione di questi forni era ampia, in quanto realizzavano pezzi di alta qualità per la ricca classe mercantile e dei letterati. Le ceramiche Ding furono inoltre le prime ad essere ammesse presso la corte imperiale per uso ufficiale; sfortunatamente però la loro notorietà non durò a lungo, in quanto vennero sostituite dalla famiglia reale con i manufatti Ru già nel 1100.

## Excursus storico: la scoperta dei forni Ding nel XX secolo
Il primo ad identificare esattamente l'ubicazione dei forni cinesi Ding nel villaggio di Jianci fu lo studioso cinese Yeh Lingzhi negli anni '20. Seguendo le sue tracce l'esperto giapponese in ceramiche Fujio Koyama scoprì il sito nel 1941, ma fu solo nel 1961-62 il che Dipartimento della Cultura dello Hebei iniziò degli scavi in loco, ritrovando resti dei forni Ding distribuiti nel villaggio di Jianci, contea di Quyang, Baoding, provincia dell'Hebei. Fu grazie a tali scavi che si stabilì come i forni Ding iniziarono a funzionare nel periodo Tang e terminarono sotto la dinastia Yuan (1271-1368). 
Nel corso degli anni '90 si scoprì poi che altri forni, sparsi nello Hebei, producevano manufatti tipo Ding con motivi intagliati e stampati, difficilmente distinguibili da quelli originali di Quyang, benché in linea di massima quelli provenienti da altri forni siano di livello inferiore, in particolare per gli smalti, che presentano macchie scure.

## Ceramiche Ding dell'epoca Tang (618-986)
I forni Xing (che prendono il loro nome dalla zona denominata Xingzhou, contea di Neiqiu, Xingtai, nel sud della provincia dello Hebei) raggiunsero la loro fama durante la dinastia Tang creando ceramiche sottili e dal colore bianco neve con smalti brillanti incolori, in taluni casi raggiungendo il livello della vera porcellana. Tali manufatti di elevata qualità venivano infatti donati alla corte imperiale sotto forma di tributi. Per realizzare un prodotto così bianco occorrevano una combinazione di argilla estremamente pura ed elevate temperature di cottura (1350 °C). 
In epoca Tang la produzione Ding era considerata inferiore a quella Xing proprio a causa del suo colore bianco crema. 
La relazione fra i manufatti bianchi Xing e quelli Ding è stata oggetto di studio da parte di svariati ricercatori. Alla fine della dinastia Tang i vasai Ding erano difatti in grado di produrre ceramiche di un livello qualitativo simile a quelle della celebrata manifattura Xing, al punto che nel passato alcune delle migliori ciotole Ding vennero erroneamente identificate come Xing. Nel Cha Jing, Il Canone del te, primo vero e proprio trattato in materia (ca. 758), Lu Yu oltre alle porcellane Yue, Wuzhou, Yuezhou, Shouzhou e Hongzhou, fra le porcellane bianche menziona il vasellame Dingzhou e le ciotole di Xingzhou.
La distinzione principale fra le imitazioni ed i manufatti Xing risiede nella smaltatura più omogenea ed uniforme di questi ultimi. I bianchi monocromatici Ding sono infatti ricoperti con un sottilissimo strato (0,05-0,1 mm) di smalto trasparente, che veniva applicato per immersione e rotazione. Questo procedimento di applicazione determinava la tendenza dello smalto a striare i manufatti (lasciando le cosiddette "tear drops") poiché conteneva alti livelli di ossido di magnesio (MgO) e bassi livelli di ossido di calcio (CaO).
Benché esistano porcellane Ding prive di striature rigature visibili, in linea di massima nei manufatti Ding gli smalti non coprono un ingobbio puro bianco, bensì nascondono un impasto grossolano, che presenta in qualche modo tracce di impurità.
Gli scavi archeologici presso entrambi i forni, ad oggi hanno prodotto materiale solo limitatamente comparativo, in quanto sono stati ritrovati solo rari frammenti ma, poiché la produzione Ding dal tardo periodo Tang in avanti veniva esportata all'estero, alcuni reperti sono stati ritrovati in occasione di scavi nel sudest asiatico: nel 2013 piatti e caraffe Ding sono apparsi sul mercato Vietnamita, insieme ad alcune ciotole Changsha e Yue, molto probabilmente risalenti al regno di Nanhan (Han del Sud, 917-971)
Le ceramiche bianche di pregiata qualità ritrovate nelle acque indonesiane di Belitung dal relitto di un naufragio (datato 826 in base ad una ciotola Changsha che riporta la data del 2º anno di Baoli) si ritiene possano rappresentare una combinazione di manufatti Xing e Ding e rimangono il principale termine di paragone. Si tratta di scodelle, coppe su piedistallo, bacili, tazze, ciotole coniche e rotonde per il te, aventi il caratteristico piede bi-lobato in taluni casi quadrilobato (i forni Yue, a partire dalla seconda metà dell'VIII secolo fino alla seconda metà del IX secolo, iniziarono a sviluppare un innovativo tipo di celadon: si tratta di ciotole provviste di piede bi-lobato, tipologia ravvisabile anche in vasellame proveniente dai forni Xingzhou).
Sono stati ritrovati manufatti bianchi anche dal relitto Cirebon ritrovato a nord di Java (cargo risalente al 968, inizi dinastia Song del Nord) principalmente di provenienza Yue (provincia del Zhejiang), sebbene alcuni esperti in ceramiche dell'Hebei sostengano che siano manufatti Ding.

## Ceramiche Ding dell'epoca Song (960-1279)
Se i gusti del mercato in epoca Tang prediligevano le ceramiche bianche dei forni Xing, sotto la dinastia Song mutarono radicalmente, al punto che i forni Ding divennero i maggiori produttori di manufatti bianchi del nord della Cina. Tale rapido cambiamento venne agevolato da 2 ordini di motivazioni: innanzitutto i vasai Ding introdussero una fondamentale innovazione nella metodologia produttiva con l'invenzione del metodo di cottura inverso (fushao), poi adottato da molti altri forni incluso quello di Jingdezhen. In secondo luogo i forni Ding venivano alimentati a carbone anziché a legna, quindi al loro interno si creava un'atmosfera di cottura leggermente ossidante che fece acquisire agli smalti delle loro ceramiche una tonalità avorio dall'aspetto vitreo, oggigiorno considerata caratteristica distintiva della produzione Ding. 
In epoca Song, nella Cina settentrionale i forni di Cizhou, Yaozhou, Jun e Ding producevano principalmente manufatti destinati alla domanda popolare ed erano pertanto molto sensibili alla domanda del mercato. Stoviglie, piatti e ciotole costituivano la principale produzione. La tecnica decorativa in voga era l'intaglio o incisione su ceramica bianca “graffita”, tecnica consistente nel rivestire il corpo con un ingobbio, al di sopra del quale la decorazione veniva realizzata graffiando ed asportando parzialmente quest'ultimo con una stecca, una punta metallica o un piccolo scalpello prima dell'applicazione dello smalto. Fra i motivi decorativi più richiesti, oltre agli elaborati e classici fiori di loto, troviamo varie tipologie di rami fioriti, anatre in laghetti, pesciolini koi in coppia, bambini circondati da fogliame. 

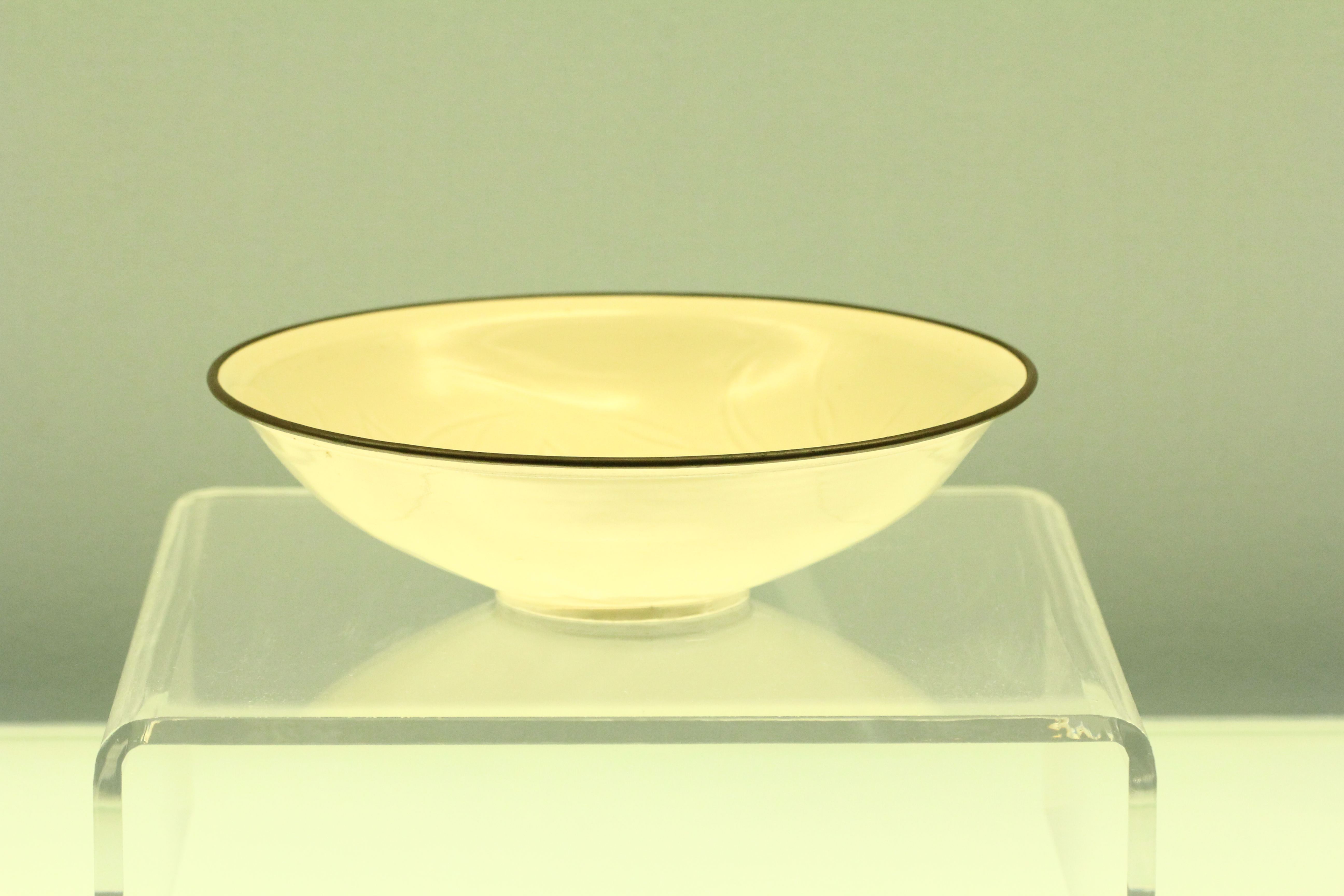
Ciotola smaltata in bianco con incisa decorazione di anatra che nuota, dinastia Song del Nord, 960-1127

Si tratta di esemplari che dimostrano la forte influenza della produzione Yue del Zhejiang, caratterizzata da motivi floreali finemente incisi, tecnica che i ceramisti Ding seppero fare propria e perfezionare, rendendola fluente e spontanea. Alcuni dei migliori pezzi Ding di questo periodo sono stati ritrovati sotto la pagoda del tempio Jingzhi e sono oggi ospitati presso il Museo di Dingzhou. 
Ma già all'inizio dell'epoca Song del Nord i vasai Ding erano in grado di produrre un'estesa varietà di manufatti quali caraffe, vasi, giare, bruciatori per incenso, cuscini e anche da un punto di vista artistico seppero raffinare la loro produzione, passando dai colori vibranti usati in epoca Tang ai più tenui smalti monocromi, omogemei e trasparenti e realizzando ceramiche dalle forme austere e sofisticate. 

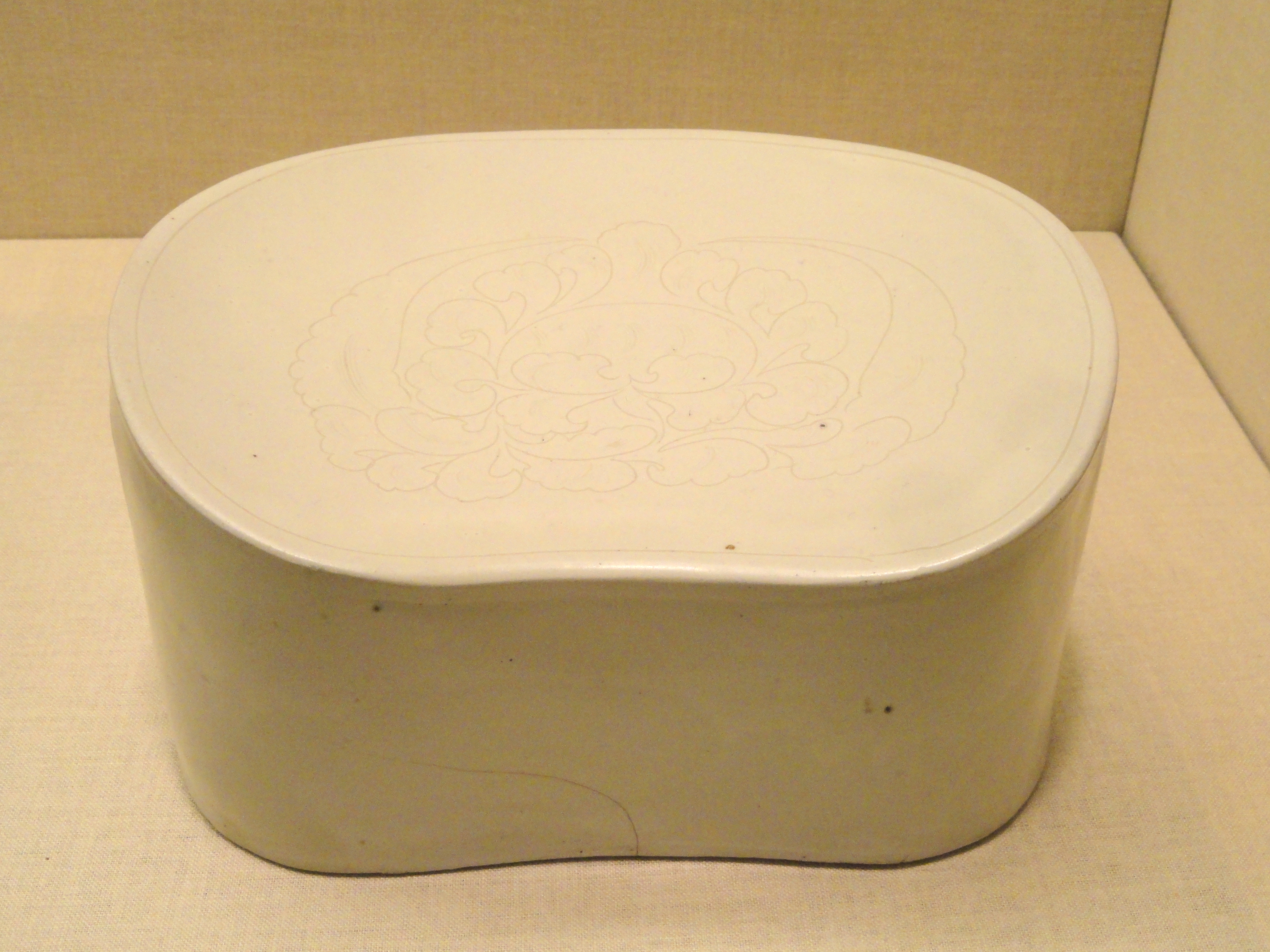
Cuscino a forma di fagiolo con inciso motivo peonie. Dinastia Jīn

Fra le peculiarità dei loro manufatti troviamo un corpo dalle pareti sottili con profili severi e netti, risultato di un sapiente utilizzo della lama per la profilatura, capacità evidente soprattutto nel vasellame provvisto di piede ad anello, i cui bordi ben definiti creano una sensazione di forte stabilità. In taluni esemplari si raggiunse un superbo equilibrio fra forme e funzionalità, tanto che talune tipologie vascolari vennero ripetutamente copiate dai forni di Jingdezhen fino a quelli della dinastia Ming e Qing. 
Durante il periodo Song del Nord i manufatti Ding avevano raggiunto una tale reputazione da essere destinati quale tributo locale alla corte imperiale, come possiamo ravvisare in taluni esemplari decorati con eleganti motivi di dragoni (simbolo dell'imperatore) e fenici (simbolo dell'imperatrice) e dalle iscrizioni, solitamente ubicate sulla base del manufatto, quali "guān" (官 ideogramma dei forni “ufficiali”), "xīn guān" (新官), “Jade Peak Pagoda” (玉峰塔S, yù fēng tǎP) o Pagoda della benevolenza e della Longevità situata nel palazzo d'Estate di Pechino (indica l'ubicazione della porcellana all'interno del palazzo imperiale).
Dalla metà della dinastia Song del Nord in avanti i vasai Ding produssero anche ceramiche smaltate verdi, nere e marroni di squisita fattura. I primi manufatti neri vennero prodotti sotto la dinastia Han Orientale ed in epoca Tang dai forni di Yue e Deqing nello Zhejiang, ma fu solo sotto la dinastia Song del Nord che questa tecnica venne perfezionata. I letterati dell'epoca difatti apprezzavano molto le porcellane di questa tipologia, in particolare le ciotole per il tè smaltate in nero note come tenmoku in Giappone, poiché richiamavano le raffinate lacche. Tali colori scuri derivano dall'uso di smalti feldspatici contenenti alte percentuali di ossido di ferro che, una volta cotti, conferiscono il caratteristico colore marrone scuro o nero inchiostro dall'aspetto brillante

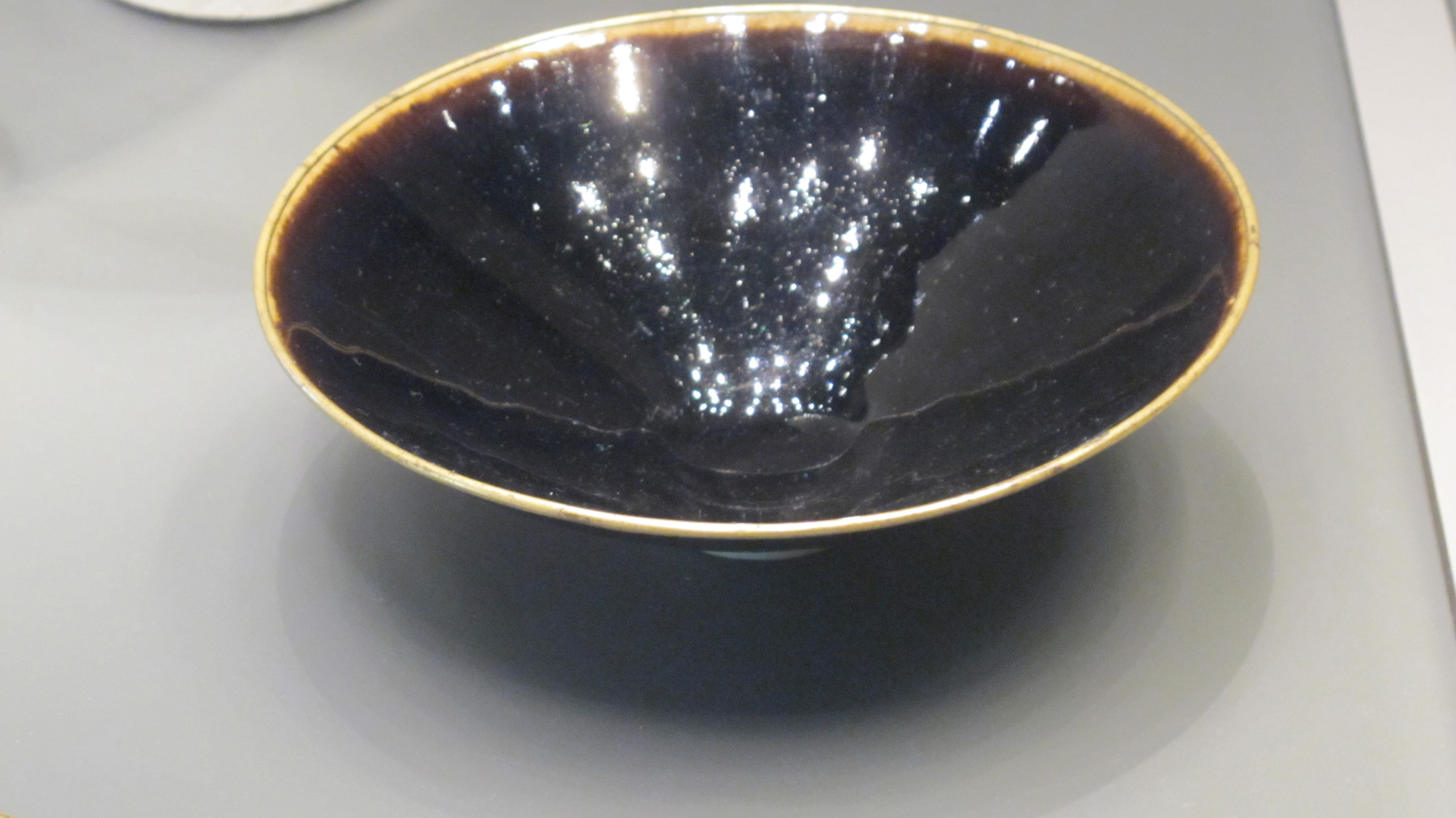
Ciotola da te smaltata in nero, con bordo in rame. Dinastia Song del Nord, 960-1127, Quyang, Ding, Hebei. Collezione di Sir Percival David, British Museum.

## I forni Ding: fucina di innovazione
La tecnica di carica tradizionale nei forni prevedeva che i manufatti venissero accatastati impilandoli nella parte concava; tale metodo causava un problema di deformazione di scodelle, ciotole e piatti, le cui sottili pareti durante la cottura tendevano ad incarcarsi e rompersi sotto il proprio peso. Inoltre alcuni esemplari dopo la cottura presentavano un antiestetico anello non smaltato al loro interno, segno evidente dell'area sulla quale si adagiava il piede o la base del manufatto ad esso sovrapposto.
La tecnica "fu shao" sviluppata nei forni Ding consiste nello stoccare le ceramiche in forno negli appositi saggar impilandole capovolte. 
Questo innovativo metodo, oltre a risolvere il problema della deformazione, consente di distribuire il peso del vasellame su un'area più ampia, così aumentando il volume di produzione. 
Un inconveniente del nuovo sistema derivava però dal fatto che occorreva raschiare via lo smalto dal bordo della stoviglia a contatto con la base del saggar, che altrimenti sarebbe rimasto attaccato allo scaffale di supporto. La soluzione che i vasai Ding trovarono si può rilevare negli esemplari provvisti di fascette o profili metallici: tali ceramiche venivano infatti bordate con metalli quali oro o argento e destinate ad essere usate quali servizio da tavola.

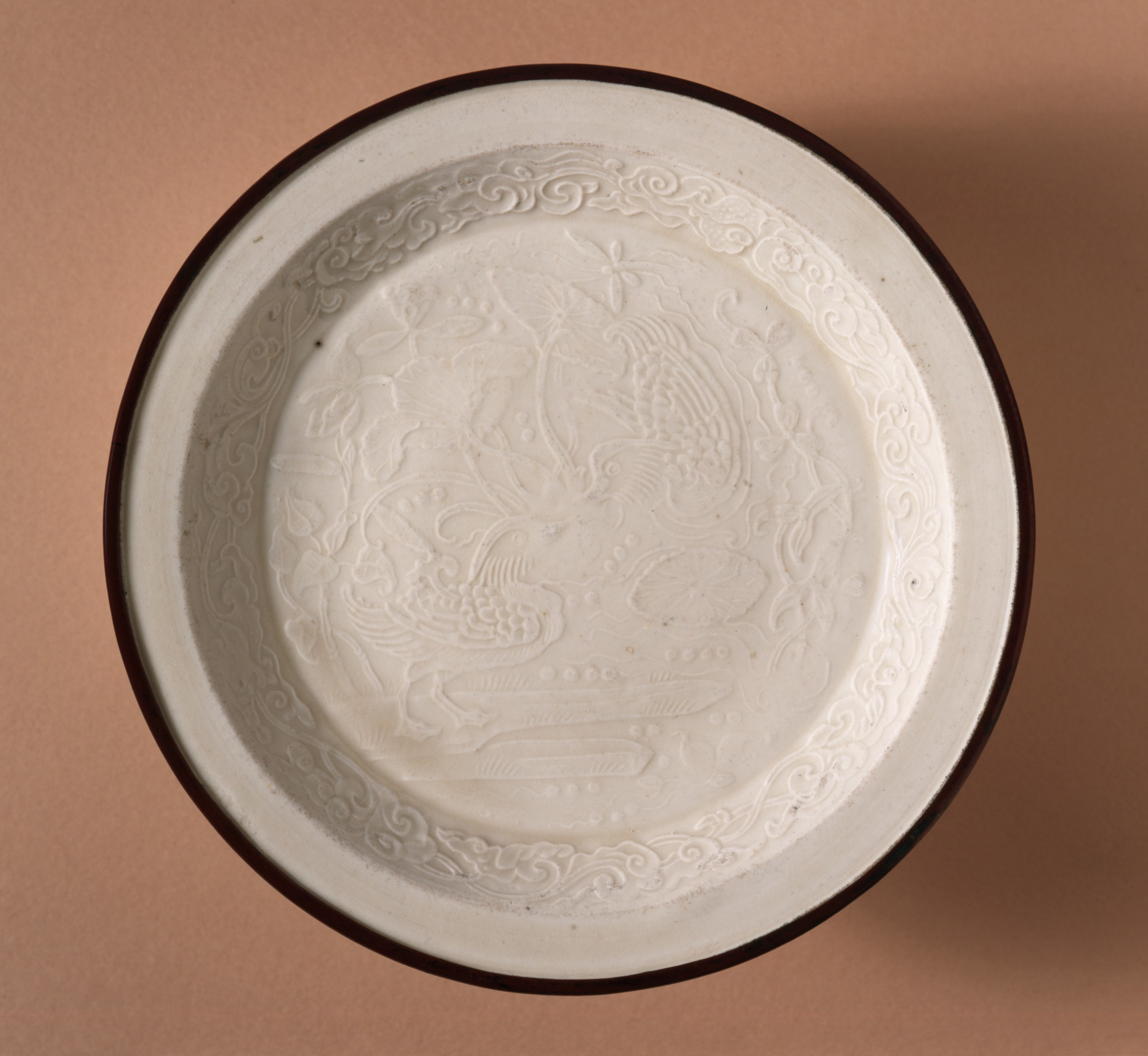
Piatto (diam. 13,97 cm) decorato a rilievo raffigurante una coppia di anatre mandarine, provvisto di fascia metallica, Provincia dell’Hebei, Contea di Quyang, dinastia Jin, 1127-1234

La metodologia di stoccaggio in pile era utilizzata da molti forni del nord fin dalla dinastia Jin. Si tratta infatti di un sistema che consente di ottimizzare lo sfruttamento dello spazio all'interno dei forni. In epoca Ding tale pratica favorí anche la standardizzazione delle dimensioni e delle decorazioni del vasellame, che inizió ad essere foggiato mediante stampi. Tale tecnica di formatura, all'interno e/o all'esterno dello stampo prima della smaltatura, consente di realizzare ceramiche decorate con motivi in serie ed aprí la strada a decorazioni più sofisticate ed elaborate, alla standardizzazione dei prodotti finiti e alla riduzione di scarti. La foggiatura per mezzo di stampi venne introdotta per la prima volta attorno alla metà dell'epoca Song e raggiunse popolarità nel tardo periodo Song settentrionale, sostituendo il metodo ad intaglio quale principale tecnica decorativa durante la dinastia Jīn (115-1234).
Un ulteriore tratto tipico dei manufatti del periodo, conseguenza dell'innovativa tecnica di cottura, sono le caratteristiche “lacrime” o “tear drops“ (蜡泪痕S, là lèihénP). Attraverso un processo di immersione le porcellane venivano generalmente ricoperte da un sottilissimo strato di smalto chiaro quasi trasparente, che scorreva verso il piede e durante la cottura creava striature, spesso aventi una sfumatura azzurrina (giallognola in caso di accidentale ossidazione).
A chi desiderasse approfondire l'argomento consiglio di visitare il sito http://www.thewanlishipwreck.com/TangYing.html dove potrete apprezzare nel dettaglio le fasi del processo produttivo con illustrazioni originali. Si tratta di una descrizione realizzata da Tang Ying, supervisore alla produzione di porcellane presso i forni ufficiali a Jingdezhen nel XVIII secolo, su richiesta dall'Imperatore Qianlong (1735-1796) dinastia Qing.